# او-۲۶۹
زیردریایی یو-۲۶۹ (به انگلیسی: German submarine U-269) یک زیردریایی بود که طول آن ۶۷٫۱ متر (۲۲۰ فوت ۲ اینچ) بود. این زیردریایی در سال ۱۹۴۲ ساخته شد.